# Тисяцький
Ти́сяцький — 1) вищий земський урядовець у княжій Русі-Україні, намісник князя, очолював військове ополчення — тисячу і виконував функції судді та поліційного характеру, пізніше (11 — 13 століття) тисяцький став виборним урядовцем.
2) У ІХ — Х ст. намісник і воєначальник великого київського князя або удільного князя, очолював земське або військове ополчення («раті») — тисячу («воїв»); 3) Виконував функції судді та поліційного характеру, у ХІ — ХІІІ ст. Т. став виборним урядовцем; 4) В Росії до 1861 р. Т. — виборний від селян, старшина, який виконував адміністративні обов'язки (іст.). 5) Головний розпорядник в селянському стародавньому весільному обряді (етногр.).
У Новгородському князівстві Т. обирався на віче з бояр на певний термін (найчастіше на рік) і виступав помічником посадника (фактично друга особа за значенням). Він головував над новгородськими міщанами і наглядав за станом укріплень, наглядав за збором податків, був суддею по торговельних справах. Т., який виконував свої повноваження, називався степенним Т., а після обрання на віче іншого Т. отримував звання старого Т. У містах, які не мали вічового управління, Т. назначалися князями. У Твері і Москві — з числа знатних бояр, а їх посада ставала спадковою.
Спочатку військовий керівник міського ополчення («тисячі»), якому підпорядковувалося 10 сотників (сотських). Перша згадка про Т. відноситься до 1089 р., коли в «кыевскыя тысяща» воєводство тримав Ян Вишатич. Пізніше, в процесі розвитку міст, поряд з військовими функціями в руках тисяцьких зосереджуються повноваження щодо окремих сфер керування містом (міський суд, адміністративний контроль торгівлі). У містах з поєднанням вічових традицій і князівської влади, Т. в ХІІ ст. стає виборною посадою. Посада Т. у містах з сильною князівською владою нерідко на десятиліття зосереджувалася в руках одного з найбільш впливових боярських родів, інколи навіть передавалася по спадку. Після ліквідації посади Т. його повноваження зосередилися у руках намісників.